# Gran Hotel Bali
El Gran Hotel Bali es un rascacielos destinado a hotel de 186 metros y 43 plantas situado en Benidorm, en la provincia de Alicante, en España. Inaugurado el 17 de mayo del año 2002, es el hotel más alto de Europa y fue el edificio más alto de España desde que sobrepasó a la Torre Picasso hasta noviembre de 2006, tras ser superado por la  Torre Emperador Castellana de Madrid.
Tiene un total de 186 metros, a pesar de que el plan parcial de construcción preveía una altura de 210 metros. La instalación es de cuatro estrellas, y cuenta con 53 plantas (51 sobre rasante y 2 sótanos), de las cuales 5 están destinadas a uso como plantas técnicas y sala de máquinas de ascensores, 1 como planta duplex de las dos suites superiores, 1 como planta mirador y las 43 restantes a estancias y entre-planta, con un total de 440 habitaciones. Tuvo un coste de 90 millones de euros.
Tras la construcción del Intempo, ha pasado a ser el segundo edificio más alto de la localidad

## Historia
El Gran Hotel Bali, que está ubicado en La Cala de Benidorm, empezó a construirse el 20 de junio de 1988, con un presupuesto próximo a los 2.000 millones de pesetas, y su estructura quedó terminada diez años después. A partir de ese momento dio comienzo la fase de habilitación y decoración de dependencias, distribuidas en dos edificios, de los cuales, el segundo (de 19 plantas) era el hotel Bali original ya existente desde antes de construirse el rascacielos de 53 plantas. Destacar que el propietario del Gran hotel Bali es Joaquín Perez Crespo, principal accionista del grupo.

## Descripción

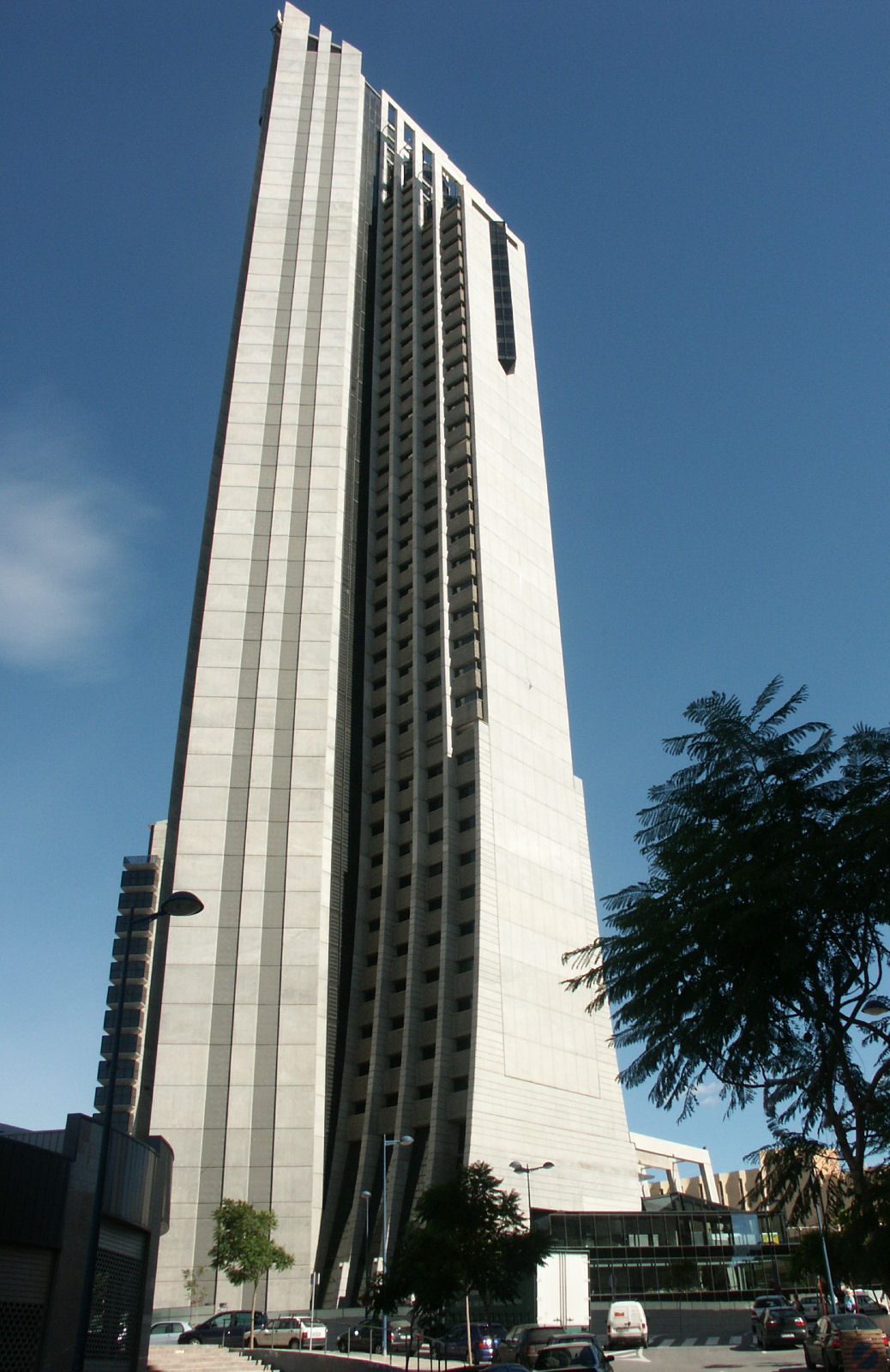
Gran Hotel Bali.

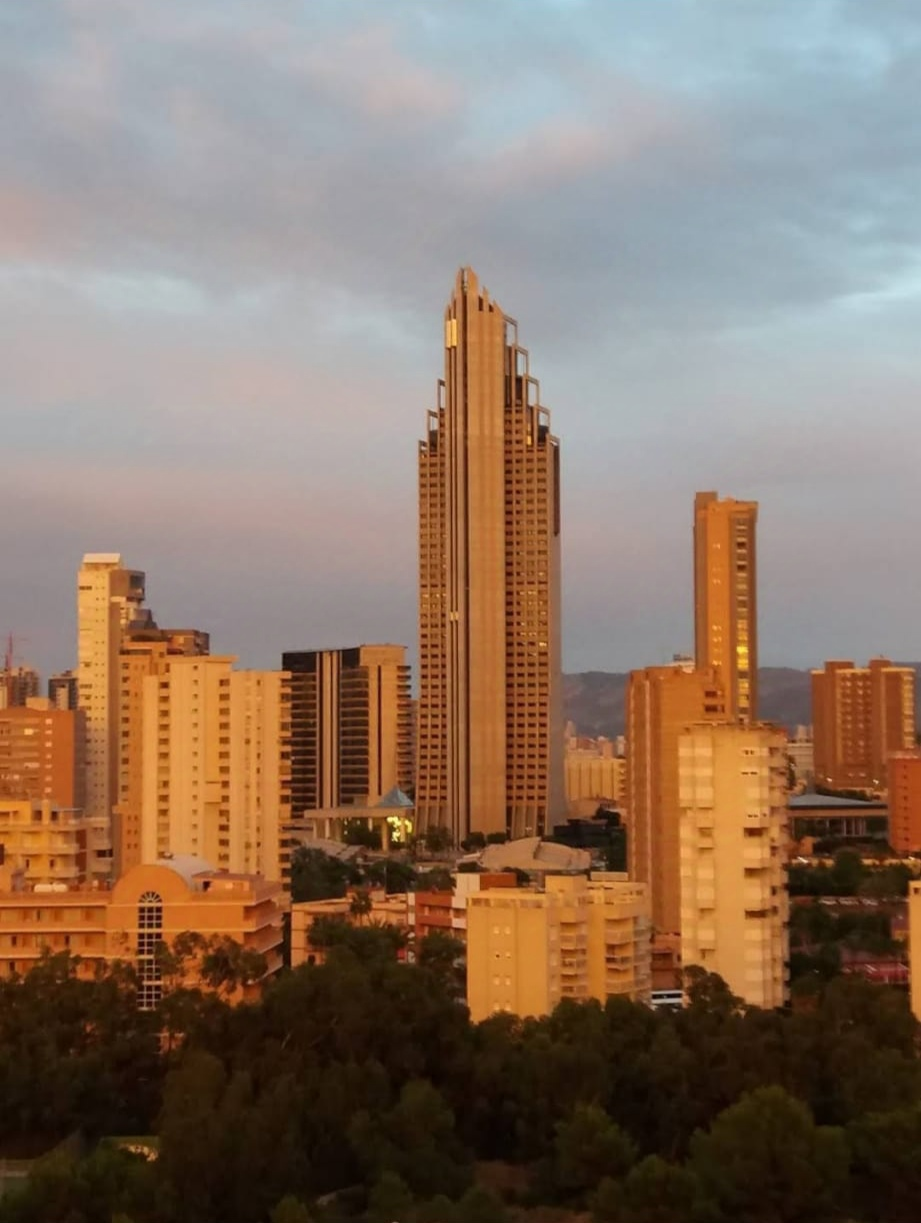
Vista del hotel Bali.

El hotel dispone de sistemas informáticos para evitar catástrofes: materiales ignífugos, ventanas que se abren automáticamente para dejar salir el humo, puertas que se cierran solas para evitar el paso del fuego y un dispositivo informático capaz de avisar a los técnicos sin la intervención humana.
El Gran Hotel Bali pertenece al grupo Bali, con otros dos hoteles también repartidos por Benidorm, en las dos playas. Son el Cabana y el hotel Benidorm Center, de tres y cuatro estrellas.
El director del proyecto, el arquitecto Antonio Escario, socio fundador de Escario Arquitectos, ha trabajado junto a un equipo de colaboradores que diseñaron para este hotel una estructura en hormigón armado, calculada por el Estudio de Ingeniería Florentino Regalado & Asociados para una superficie total construida de más de 40 000 metros cuadrados.
Se puede subir a su mirador mediante un ascensor panorámico (el mirador tiene un coste de tres euros para clientes y de seis para no clientes).

## Eventos
Anualmente el hotel alberga una carrera de subida de escaleras hasta el mirador. En la primera edición de 2003 el australiano Paul Crake ascendió en 4 minutos y 35 segundos. Este récord permaneció imbatido durante once años hasta que en 2014 Ángel Llorens, un bombero de 43 años, logró una marca de 4 minutos y 33 segundo. En 2016 Christian Riedl obtuvo un tiempo de 4 minutos y 20 segundos.
En 2008 se celebró el primer campeonato de salto base, el Spain Base 08, y desde 2009 alberga el Base Jump Extreme World Championship, el primer campeonato mundial de salto base, que cada año dará comienzo en el Gran Hotel Bali y recorrerá diversas ciudades de todo mundo en busca de los mejores saltadores.
Desde su inauguración en 2002 acoge el Gran Festival Internacional de Ajedrez.
En octubre de 2010 el funambulista marroquí Mustafá «Danger» logró un récord Guinness tras recorrer en moto los más de 500 metros que separan el Tossal de La Cala y el hotel Gran Bali sobre un cable de acero, a una altura media de 150 metros.
También tiene lugar, cada año, el campeonato nacional de futbolín, celebrado durante el mes de mayo.

## Aparición en los medios
En 1993 el edificio a medio construir (iban por la planta 30 aproximadamente) apareció en la película Huevos de oro dirigida por Bigas Luna y protagonizada por Javier Bardem. También aparece en la película de ciencia ficción La posibilidad de una isla, del director francés Michel Houellebecq estrenada en el año 2008.

| Predecesor: Torre Picasso | Edificio más alto de España 2002-2007                 | Sucesor: Torre Espacio |
| Predecesor: Neguri Gane   | Edificio más alto de Benidorm 2002-2021               | Sucesor: Intempo       |
| Predecesor: Hotel Arts    | Edificio más alto de España fuera de Madrid 2002-2021 | Sucesor: Intempo       |